# Give Me Convenience or Give Me Death
Give Me Convenience or Give Me Death ist ein Musikalbum der amerikanischen Punkband Dead Kennedys aus dem Jahr 1987.

## Entstehungsgeschichte
Give Me Convenience or Give Me Death (deutsch: Gebt mir Bequemlichkeit oder gebt mir den Tod) erschien nach der 1986 erfolgten Auflösung der Dead Kennedys. Es handelt sich dabei um eine Sammlung von Singles, Raritäten und Samplerbeiträgen aus den Jahren 1979 bis 1986; fünfzehn der siebzehn Stücke waren bis zu dem Zeitpunkt der Veröffentlichung noch nicht auf Alben der Gruppe erschienen. Der Titel ist eine Verballhornung des Schlusssatzes einer Rede des US-amerikanischen Politikers Patrick Henry aus dem Jahre 1775: “Give me Liberty, or give me Death!” (deutsch: „Gebt mir die Freiheit oder gebt mir den Tod“).
Die Erstausgabe erschien bei der Plattenfirma des Sängers Jello Biafra, Alternative Tentacles, als Langspielplatte mit fünfzehn Stücken, beigelegt war ein Booklet und eine Flexidisc mit den Liedern 16 und 17. Die meisten Lieder waren bereits als Singles oder B-Seiten erschienen; Samplerbeiträge waren A Child And His Lawnmower, erschienen auf dem Sampler Not So Quiet on the Western Front, die Live-Stücke Short Songs und Straight A’s vom Sampler Can You Hear Me? Music From the Deaf Club und Kinky Sex Makes The World Go 'Round von der 1984 erschienenen P.E.A.C.E.-Kompilation; ein Stück, in dem ein fiktives Telefongespräch zwischen einem US-Regierungsbeamten (“Secretary Of War At The U.S. State Department”) und dem britischen Premierminister über die Planung eines dritten Weltkriegs zur Belebung der Wirtschaft zu hören ist. Zusätzlich ist eine eigene Version des von Sonny Curtis geschriebenen und durch die Bobby Fuller Four populär gemachten Stückes I Fought the Law (später unter anderem von der britischen Punk-Band The Clash gecovert), sowie mit Buzzbomb From Pasadena eine etwas schneller gespielte Version des eigenen Stückes Buzzbomb zu finden.
Eine Besonderheit stellt das Stück Pull My Strings dar. Dieses Lied wurde nur ein einziges Mal live aufgeführt, und zwar am 25. März 1980 bei den Bay Area Music Awards, einer Veranstaltung der amerikanischen Musikindustrie. Die Dead Kennedys waren als Vertreter des New Wave eingeladen worden, um ihren Hit California Über Alles zu spielen. Bekleidet mit weißen T-Shirts, bemalt mit einem schwarzen „S“, zogen sie kurz vor dem Auftritt schwarze Krawatten an, so dass nun ein Dollarzeichen zu sehen war. Sie spielten daraufhin die ersten Takte von California Über Alles an, um kurz darauf innezuhalten und mit der Ansage “We gotta prove we’re adults now. We aren’t a Punk-Rock-Band, we’re a New-Wave-Band!” den Song Pull My Strings zu spielen. Dieser ist eine satirische Abrechnung mit der Musikindustrie mit einem Refrain, der den Hit My Sharona der Band The Knack parodiert („My Payola“) und in der Textzeile gipfelt: “Is my cock big enough, is my brain small enough for you to make me a star?”. Die Dead Kennedys wurden danach nicht mehr zu dieser Veranstaltung eingeladen.
Es kam nach der Auflösung der Band in den 1990er Jahren zu einem Zerwürfnis zwischen Biafra und dem Rest der Band, welches nach mehreren Gerichtsverhandlungen dazu führte, dass die Rechte an den Veröffentlichungen der Dead Kennedys an East Bay Ray, Klaus Flouride und D.H. Peligro übergingen. In der Folge wurden die Alben der Band bei Manifesto Records wiederveröffentlicht. Bei dieser Wiederveröffentlichung wurden auch die Urheber der einzelnen Lieder neu bezeichnet. Während auf den vorhergehenden Ausgaben bei den meisten Liedern seit zwanzig Jahren Biafra als alleiniger Urheber genannt wurde, ist nun eine gemeinsame Urheberschaftsangabe von Biafra (Text) und den Dead Kennedys (Musik) auf den Alben zu finden.

## Titelliste
1. Police Truck
2. Too Drunk To Fuck
3. California Über Alles
4. The Man With The Dogs
5. Insight
6. Life Sentence
7. A Child And His Lawnmower
8. Holiday In Cambodia
9. I Fought The Law
10. Saturday Night Holocaust
11. Pull My Strings
12. Short Songs
13. Straight A’s
14. Kinky Sex Makes The World Go ’Round
15. The Prey
16. Night Of The Living Rednecks
17. Buzzbomb From Pasadena